# Губіна Марія Михайлівна
Марія Михайлівна Губіна (27 лютого 1927, село Будьонівка, Великобурлуцький район — 22 березня 1999) — українська радянська діячка сільського господарства, ланкова радгоспу «Червона Хвиля» у Великобурлуцькому районі та агрономка радгоспів «Соцнаступ» і «Степок» у Барвінківському районі Харківської області. Герой Соціалістичної Праці.

## Життєпис
Народилася 27 лютого 1927 року в селі Будьонівка Великобурлуцького району Куп'янської округи в українській селянській родині. Її батько був хліборобом та брав участь у Німецько-радянській війні. Працювати Марія почала у місцевому радгоспі «Червона Хвиля». У 1947 році закінчила сьомий клас школи та очолила комсомольсько-молодіжну ланку радгоспу.
У 1947 році радгосп зібрав рекордну кількість зернових культур. Особливо великі показники були у заготовленні озимої пшениці, зокрема ланка Губіної зібрала 35 центнерів зерна з гектара на загальній площі у 9 гектарів. За що Президія Верховної ради СРСР указом від 13 березня 1948 року надала Марії Губіній звання Героя Соціалістичної Праці з врученням ордена Леніна та медалі «Серп і Молот». Окрім неї, звання героя отримали ще вісім робітників «Червоної Хвилі», це був директор радгоспу Олександр Майборода, керівник 1-го відділу радгоспу Пилип Куценко та ланкові: Варвара Житник, Катерина Колесник, Тетяна Лідовська, Пелагія Олійник, Ганна Пасмур і Варвара Сіренко. Того ж року ланка Губіної знову отримала великі показники зібравши 32 центнерів пшениці з гектара на загальній площі у 30 гектарів.
Працю у сільському господарстві поєднувала з громадською діяльністю на рівні села та району, у 1949 році була обраною делегатом XIV з'їзду ЛКСМ України. Також навчалася у Харківському сільськогосподарському інституті ім. В. В. Докучаєва, який закінчила за спеціальністю «агрономія». Переїхала до села Африканівка Барвінківського району, де працювала агрономом-насіннєводом у радгоспах «Соцнаступ» та «Степок». У 1958 році стала членом КПРС.
Також писала вірші, епітафію на могилі батька передрукував у своїй книзі «Алтарь без божества» журналіст Геннадій Піскарьов. Він же характеризував Марію Губіну як мудру жінку, бо вона багато уваги приділяла наступності та зв'язку поколінь. Для цього вона проводила бесіди як зі своїми онуками, так і школярами місцевої школи.
Померла Марія Михайлівна Губіна 22 березня 1999 року і була похована у селі Африканівка.

## Нагороди
- Герой Соціалістичної праці (13.03.1948)[3]
- орден Леніна (13.03.1948)[3]
- медаль «Серп і Молот» (13.03.1948)[3]